# Álvaro Noboa
Álvaro Noboa (Guayaquil, 1 de novembre de 1950) és un empresari i polític equatorià.
Noboa és considerat l'home més ric del país i és l'hereu de la fortuna de l'imperi empresarial creat pel seu pare, Luis Noboa, basat especialment en la producció i exportació de plàtan. A més a més participa activament en política, primer com a candidat a la presidència pel Partido Roldosista Ecuatoriano el 1998 i després com a líder del PRIAN el 2002 i el 2006. Ha estat molt qüestionat pel treball infantil a les seves plantacions bananeres i l'ús de la coacció armada davant els conflictes laborals amb els treballadors de la seva empresa. Les seves propostes electorals són de marcat caràcter populista i es presenta com l'alliberador dels pobres, alhora que proclama una política neoliberal a ultrança.